# Beauty and the Beast (serie televisiva 2012)
Beauty and the Beast è una serie televisiva statunitense trasmessa dall'11 ottobre 2012 al 15 settembre 2016 sul network televisivo The CW per quattro stagioni che coprono 70 episodi.
La storia è liberamente ispirata alla serie La bella e la bestia, andata in onda sul canale televisivo CBS tra il 1987 e il 1990.
In Italia ha debuttato in prima visione il 29 maggio 2013 su Rai 2, per poi proseguire successivamente su Rai 4.

## Trama
Catherine Chandler è un'intelligente detective della squadra omicidi di New York che lavora con la sua partner di polizia Tess Vargas. Nove anni prima, Catherine assistette all'omicidio di sua madre da parte di due uomini armati, che avrebbero ucciso anche lei se non fosse intervenuto qualcuno a salvarla. Oggi Catherine è cresciuta ed è una donna competente e forte, ma crede ancora che non fu un uomo a salvarle la vita, bensì un animale. Mentre indaga su un omicidio recente, un indizio la conduce al dottor Vincent Keller, un uomo che apparentemente è stato ucciso mentre prestava servizio in Afghanistan nel 2002. Si scopre, invece, che Vincent è vivo ed è lo stesso "uomo" che le salvò la vita.

## Episodi
| Stagione         | Episodi | Prima TV USA | Prima TV Italia |
| ---------------- | ------- | ------------ | --------------- |
| Prima stagione   | 22      | 2012-2013    | 2013            |
| Seconda stagione | 22      | 2013-2014    | 2014            |
| Terza stagione   | 13      | 2015         | 2016            |
| Quarta stagione  | 13      | 2016         | 2016            |

## Personaggi e interpreti

### Personaggi principali
- Catherine "Cat" Chandler (stagioni 1-4), interpretata da Kristin Kreuk, doppiata da Selvaggia Quattrini
Detective della polizia di New York laureata in legge, nove anni prima ha assistito al barbaro assassinio della madre Vanessa e, quella stessa notte, è stata salvata da una creatura misteriosa che lei crede essere una bestia. Quando incontra Vincent e scopre che fu lui a salvarla, Cat decide di aiutarlo a proteggere il suo segreto, mettendo ripetutamente a rischio la propria vita e la propria carriera. Al termine della prima stagione, Vincent viene rapito dal padre biologico di Cat, che lei non ha mai conosciuto. Quando Cat riesce a ritrovarlo, Vincent non ricorda più nulla di lei. I due si allontanano progressivamente, man mano che Vincent si lascia andare sempre di più al suo lato bestiale. Cat allora inizia a frequentare il suo capo, Gabriel Lowen, per lasciarlo quando si rende conto che Vincent è tornato in sé, riacquisendo la sua umanità. Allo stesso tempo, Cat scopre che una sua antenata, Rebecca Reynolds, amò una bestia di nome Alistair, che finì uccisa a causa dell'eccessivo senso di protezione della donna nei suoi confronti. Cat cerca allora di non ripetere gli stessi errori con Vincent.
- Vincent Keller (stagioni 1-4), interpretato da Jay Ryan, doppiato da Fabio Boccanera.
Ex medico, perse i suoi fratelli nell'attentato al World Trade Center. In seguito a questo decise di arruolarsi per combattere in Afghanistan, ma venne sottoposto ad una serie di esperimenti finalizzati a creare il supersoldato perfetto, che alterarono il suo DNA rendendolo per metà una bestia. Per non essere ucciso si ritrova così costretto a nascondersi, aiutato solo dal suo amico d'infanzia, J.T.. A loro si unisce poi Catherine, con la quale inizia una relazione sentimentale. Durante la prima stagione si scopre che in passato, prima di diventare una bestia, Vincent aveva avuto un'importante storia d'amore con Alex, una sua collega con cui progettava di sposarsi. Nella seconda stagione, dopo essere stato rapito dal padre naturale di Cat, viene incaricato di uccidere tutte le altre bestie ancora in vita, perde la memoria e inizia ad allontanarsi da Cat, perdendo la sua fiducia. Comincia così a frequentare Tori Windsor, figlia di una bestia da lui eliminata diventata a sua volta una bestia. Ben presto però si rende conto di amare ancora Cat e tenta, con successo, di riconquistarla.
- J.T. Forbes (stagioni 1-4), interpretato da Austin Basis, doppiato da Luigi Ferraro.
È un professore universitario e amico d'infanzia di Vincent. Fa di tutto per proteggerlo e non far scoprire il suo segreto, anche perché si sente responsabile di quello che gli accadde anni prima: fu lui ad iscriverlo nella lista dei soldati sui quali la Muirfield avrebbe poi condotto gli esperimenti. J.T. lo fece nella convinzione di proteggere Vincent, ma venne poi a sapere che questi era diventato una bestia. Durante la prima stagione frequenta una donna di nome Sarah, ma a partire dalla seconda inizia a provare dei sentimenti per Tess e i due cominciano una relazione.
- Tess Vargas (stagioni 1-4), interpretata da Nina Lisandrello, doppiata da Laura Lenghi.
Lavora come detective per la polizia di New York ed è la partner di Catherine, oltre che la sua migliore amica, tuttavia comincia ad avere dei dubbi su di lei quando la sorprende a manomettere delle prove. Dopo aver scoperto la verità su Vincent, pensa di denunciarlo, ma poi capisce che non è lui il vero mostro. In seguito si unisce a J.T. e Cat nella protezione di Vincent. Durante la prima stagione ha una relazione con il suo capo, Joe Bishop, mentre dalla seconda frequenta J.T..
- Heather Chandler (stagioni 1-4), interpretata da Nicole Anderson, doppiata da Emanuela D'Amico.
La sorella minore di Catherine.
- Gabriel "Gabe" Lowen (stagioni 1-2), interpretato da Sendhil Ramamurthy, doppiato da Gabriele Sabatini.
È un assistente procuratore distrettuale che inizialmente sospetta che Catherine nasconda qualcosa. Si scopre poi che è stato oggetto degli esperimenti della Muirfield fin da bambino e possiede una natura bestiale ancora più incontrollabile di quella di Vincent. Alla fine della prima stagione torna umano e, nella seconda, inizia a uscire con Catherine; quando lei lo lascia, si fa prendere dall'ossessione di riconquistarla e si trasforma di nuovo in una bestia. Viene ucciso da Catherine per legittima difesa.
- Joe Bishop (stagione 1), interpretato da Brian White, doppiato da Riccardo Scarafoni.
È il capo di Catherine e Tess, con la quale ha una relazione segreta perché è sposato. Viene licenziato quando inizia a mettere la vendetta nei confronti dell'assassino del fratello prima del lavoro.
- Evan Marks (stagione 1, guest stagione 4[3]), interpretato da Max Brown, doppiato da Stefano Crescentini.
Medico legale nell'obitorio della polizia, è innamorato di Catherine e finisce per collaborare con la Muirfield per catturare Vincent, ma finisce ucciso.
- Tori Windsor (stagione 2), interpretata da Amber Skye Noyes, doppiata da Eva Padoan.
È la figlia di una bestia, diventata a sua volta una bestia. Inizia una relazione con Vincent e cerca di separarlo da Catherine, ma alla fine muore.
- Kyle Johnson (stagione 4), interpretato da Michael Roark, doppiato da Francesco Venditti.

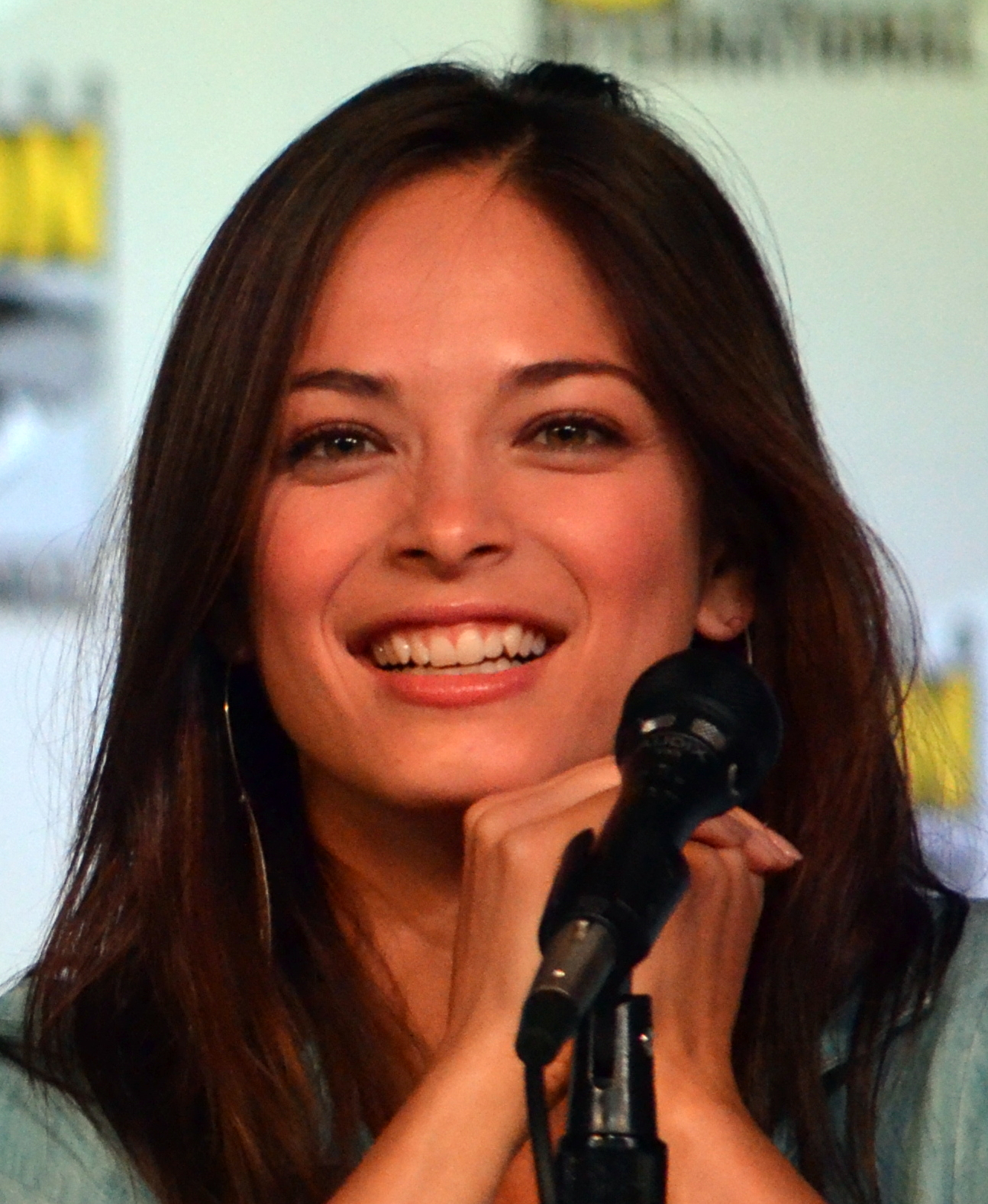
Kristin Kreuk interpreta Catherine Chandler.
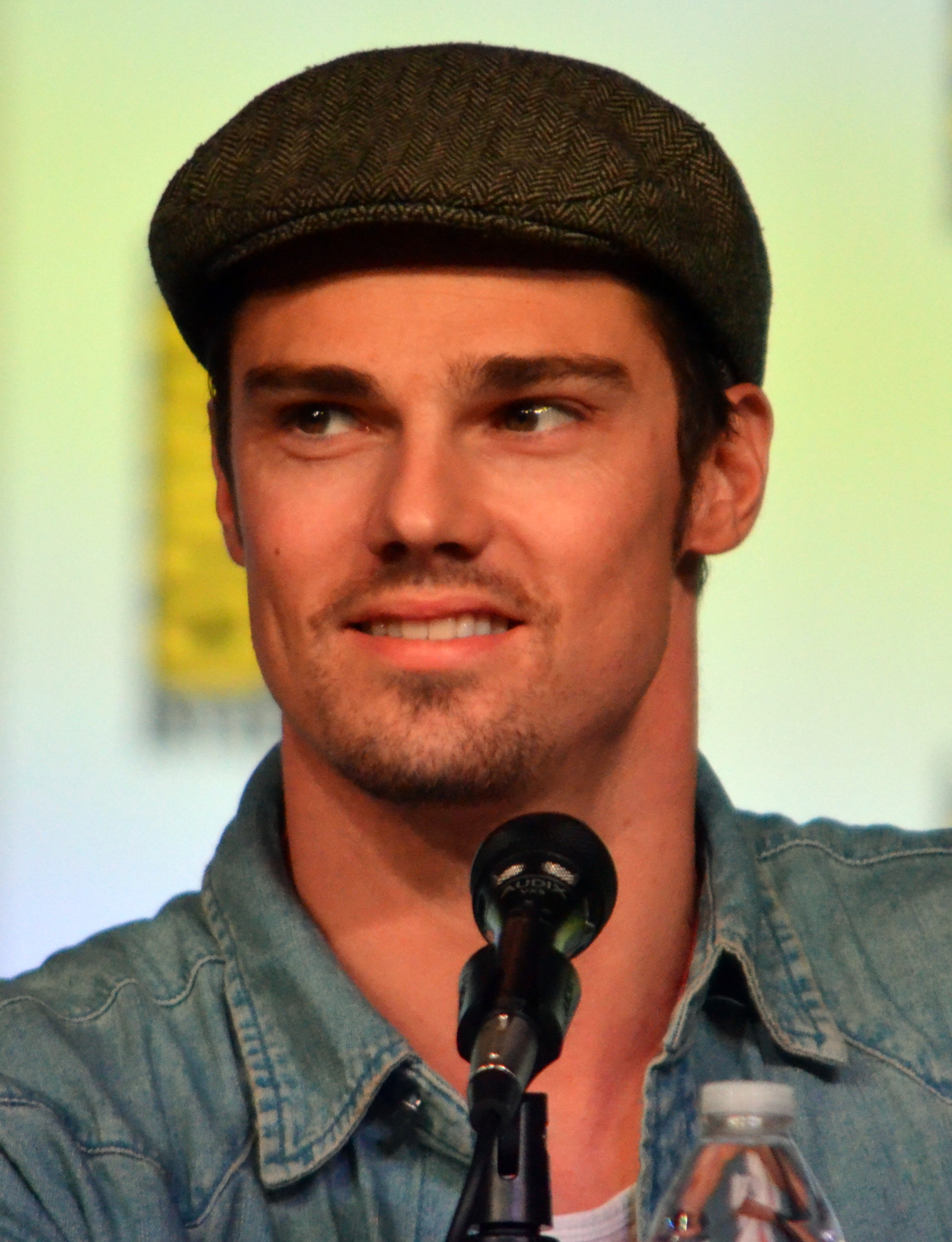
Jay Ryan interpreta Vincent Keller.
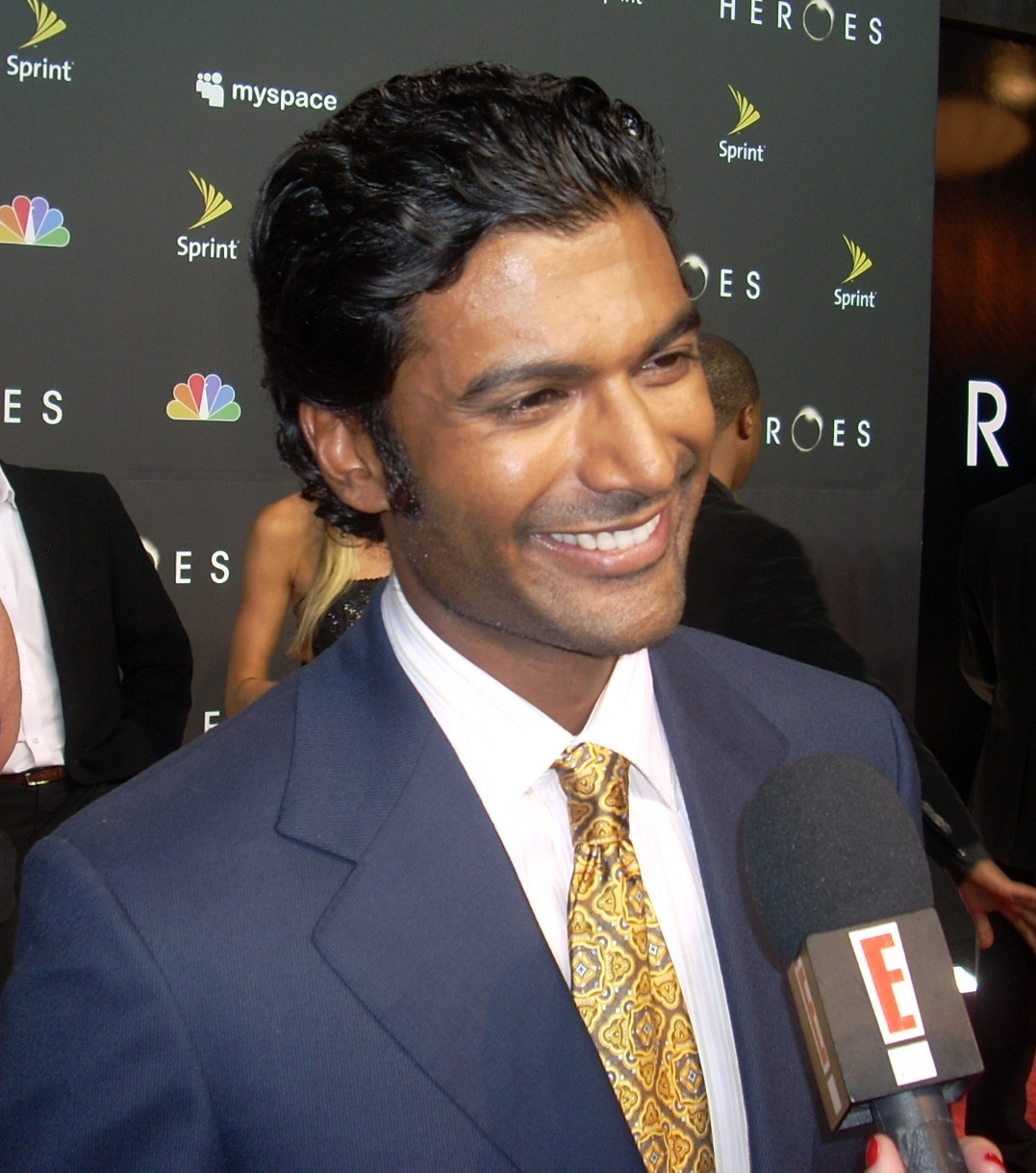
Sendhil Ramamurthy interpreta Gabriel Lowen.
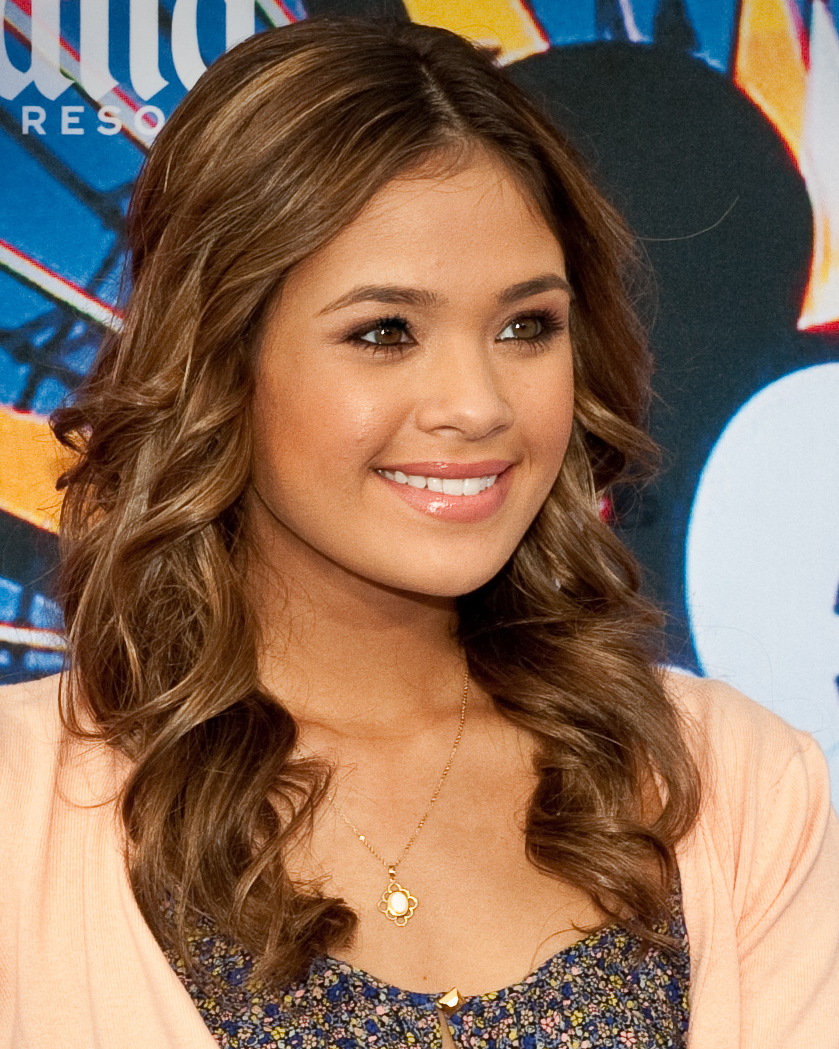
Nicole Anderson interpreta Heather Chandler.

### Personaggi ricorrenti
- Thomas Chandler (stagione 1), interpretato da Rob Stewart, doppiato da Antonio Palumbo.
 È il padre di Catherine e Heather, sposato con una donna molto più giovane di lui. Viene ucciso in un incidente stradale e si scopre non essere il padre biologico di Catherine.
- Brooke Chandler (stagione 1), interpretata da Rachel Skarsten, doppiata da Rachele Paolelli.
È la vedova di Thomas e matrigna di Catherine e Heather.
- Alex Salter (stagione 1), interpretata da Bridget Regan, doppiata da Letizia Scifoni.
È l'ex fidanzata di Vincent, con il quale è stata insieme per sei anni. Lavora come infermiera.
- Darius Bishop (stagione 1), interpretato da Christian Keyes.
È il fratello minore di Joe e per qualche tempo fidanzato di Heather. Viene accidentalmente ucciso da Vincent.
- Kyle (stagione 1), interpretato da Edi Gathegi, doppiato da Stefano Brusa.
È l'uomo della Muirfield con cui Evan stava segretamente lavorando.
- Tyler (stagione 1), interpretata da Shantel VanSanten, doppiata da Perla Liberatori.
Fidanzata e partner di Gabriel.
- Bob Reynolds (stagioni 1-4), interpretato da Ted Whittall, doppiato da Saverio Indrio.
È un agente dell'FBI che conduce un'operazione per eliminare la Muirfield e le sue creazioni. È il padre biologico di Catherine.
- Dana Landon (stagione 2), interpretata da Elisabeth Röhm, doppiata da Roberta Pellini.
È un'agente dell'FBI che indaga su una serie di furti e omicidi che si verificano dal 1800, tutti legati a un gioiello.
- Sam Landon (stagione 2), interpretato da Tom Everett Scott, doppiato da Gaetano Varcasia.
- Agente Henry Knox (stagione 2), interpretato da Anthony Ruivivar, doppiato da David Chevalier.
- Vanessa Chandler (stagioni 1-4), interpretata da Khaira Ledeyo, doppiata da Barbara Berengo Gardin.

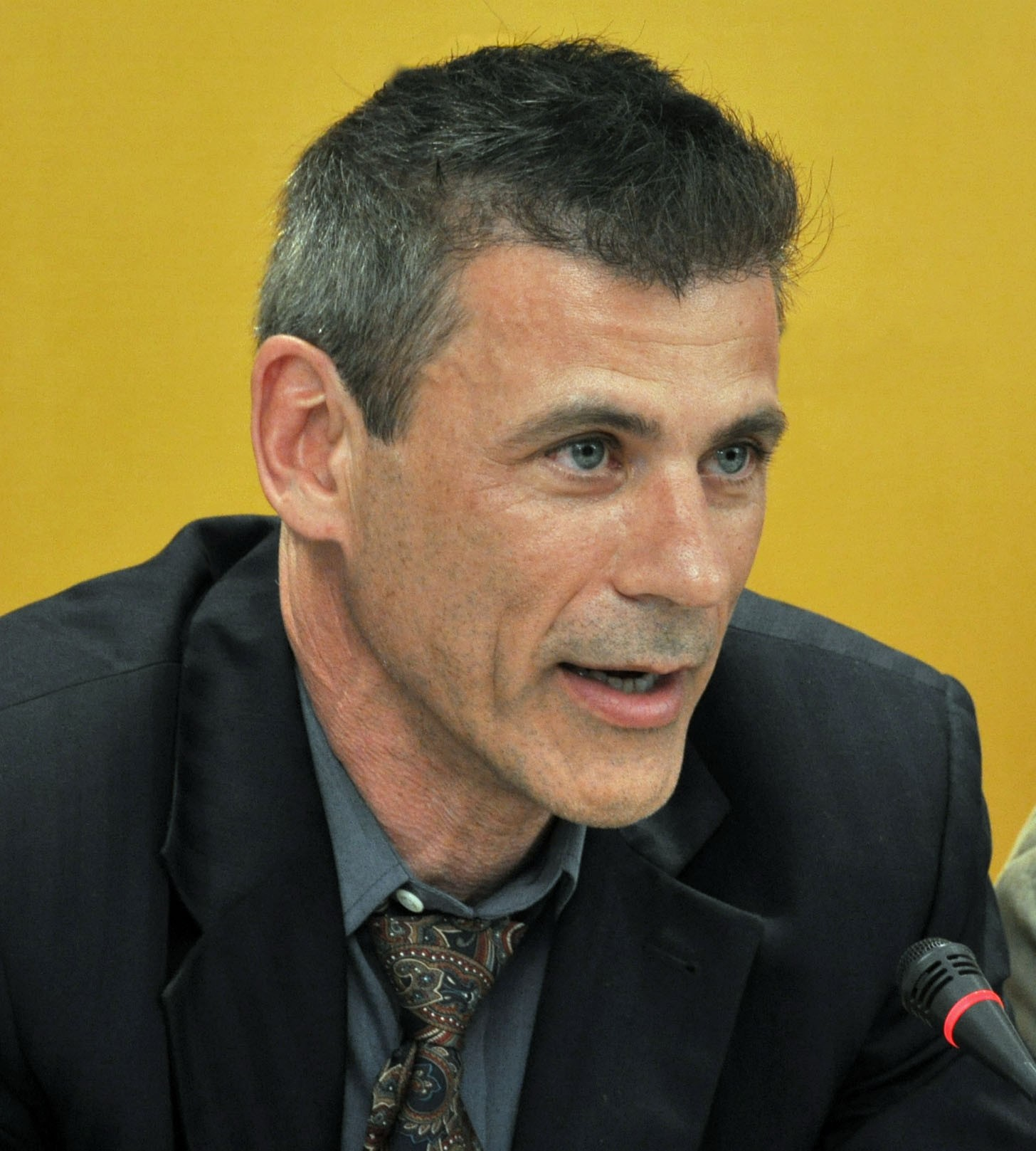
Rob Stewart interpreta Thomas Chandler.
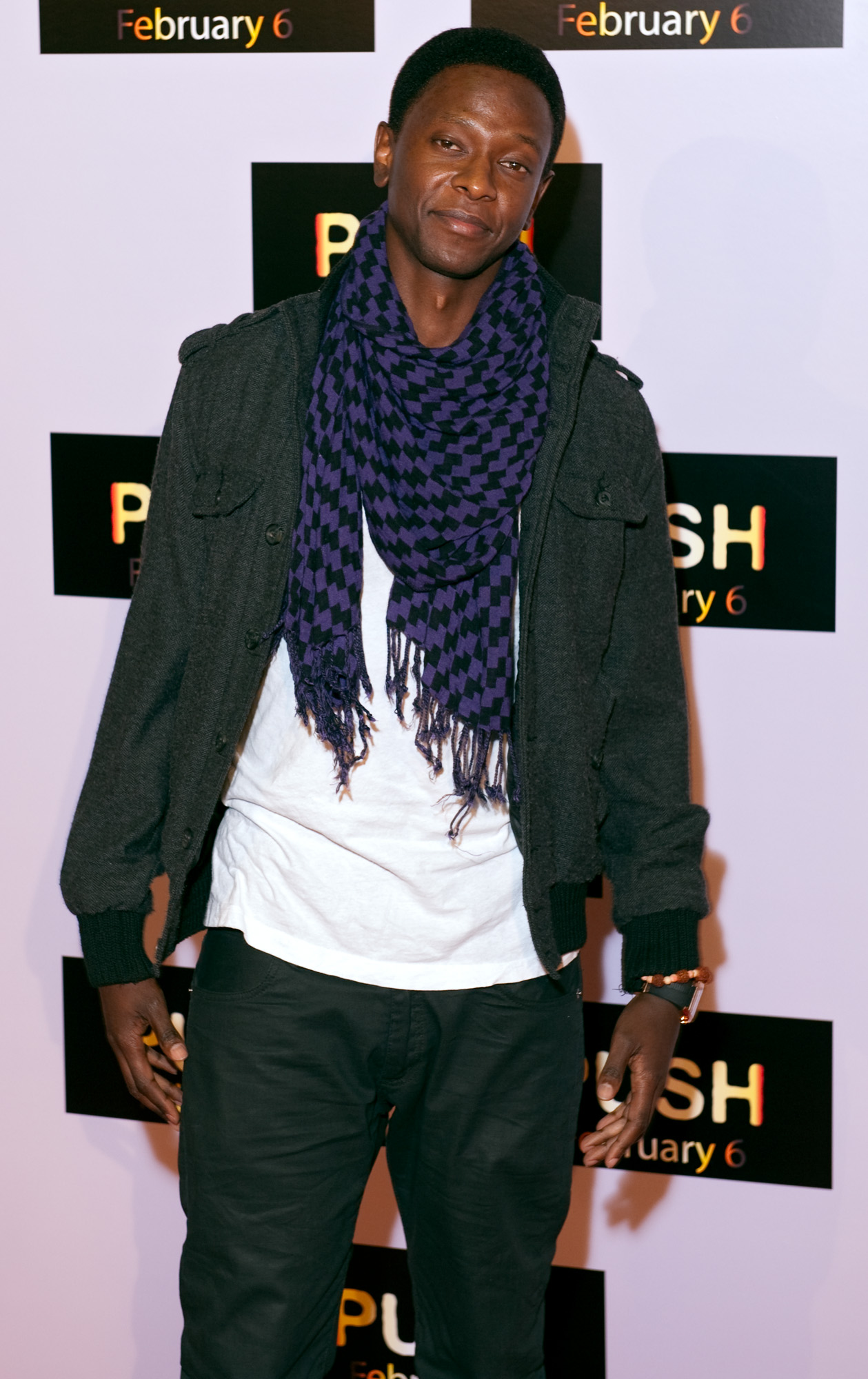
Edi Gathegi interpreta Kyle.
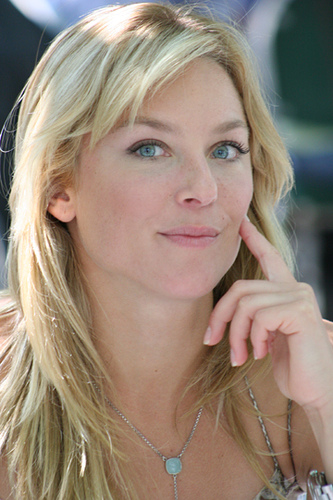
Elisabeth Röhm interpreta Dana Landon.
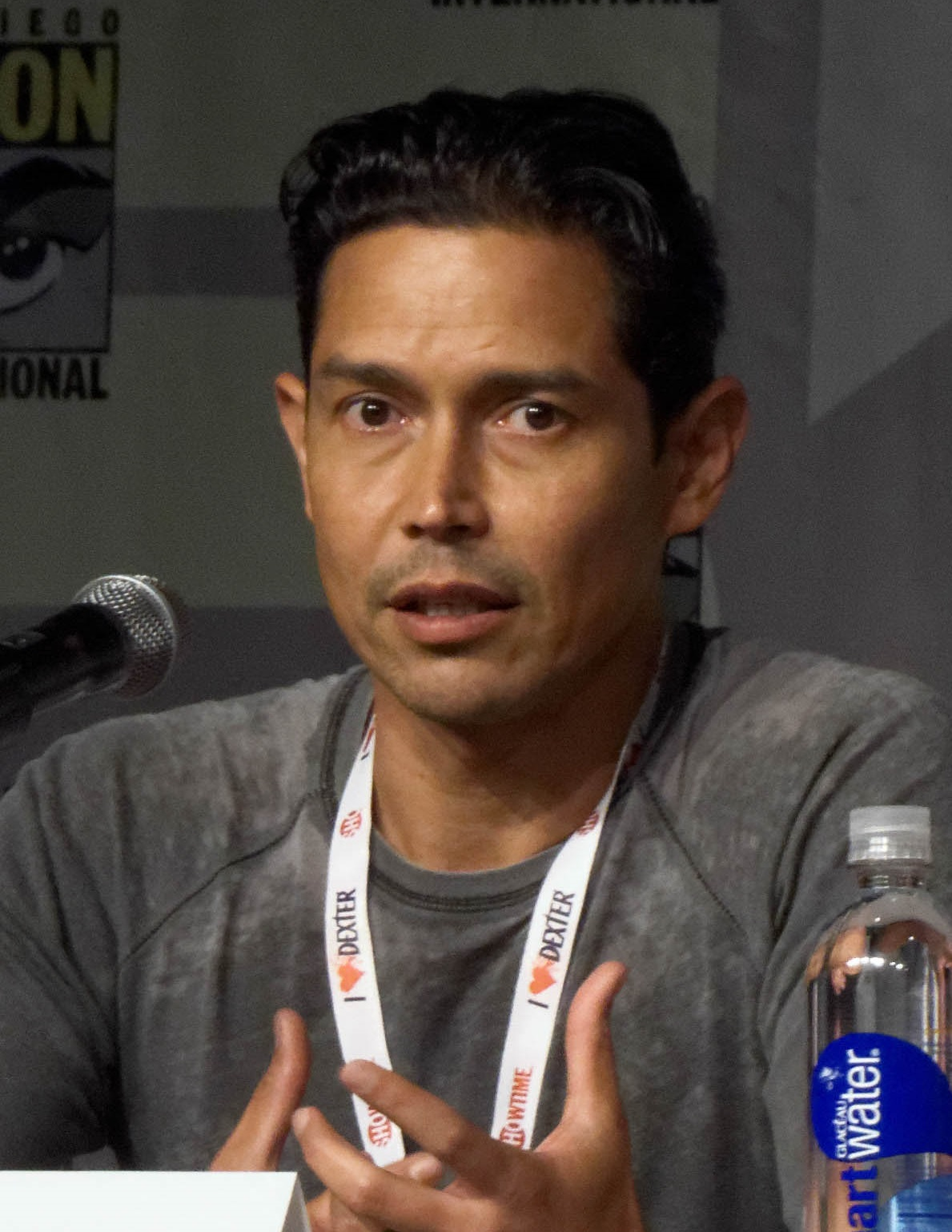
Anthony Ruivivar interpreta Henry Knox

## Produzione
L'episodio pilota fu ordinato dalla rete televisiva The CW a gennaio 2012 e le riprese si svolsero a Toronto, in Canada, dal 22 marzo al 2 aprile 2012. Dopo essere stata ordinata l'11 maggio 2012, le riprese della prima stagione continuarono a Toronto dal 27 luglio e l'episodio 13 fu completato il 21 dicembre 2012. Il 9 novembre 2012 fu ordinata una stagione completa.
Il 26 aprile 2013 la The CW ha ufficialmente rinnovato la serie per una seconda stagione con l'ingresso di Brad Kern (in passato showrunner di Streghe) come nuovo co-showrunner e produttore esecutivo della serie. L'8 maggio 2014 è stata ordinata una terza stagione di 13 episodi, la cui messa in onda è iniziata l'11 giugno 2015 in America. Il 13 febbraio 2015 è stata rinnovata per una quarta e ultima stagione di 13 episodi. Il 13 ottobre 2015 la rete comunica che la quarta stagione sarà l'ultima.

### Cast
Kristin Kreuk è la protagonista, Catherine Chandler, mentre Vincent Keller (precedentemente Vincent Koslow) è interpretato da Jay Ryan. I due sono entrati a far parte del cast rispettivamente il 16 febbraio e il 2 marzo 2012. Del cast fanno parte anche Max Brown nel ruolo di Evan, Nina Lisandrello in quello di Tess, Nicole Anderson nel ruolo di Heather Chandler e Brian J. White in quello di Joe.

## Riconoscimenti
- 2012 - E! Golden Remote Award
  - Nomination - Nuova serie autunnale per la quale siete più entusiasti
- 2013 - People's Choice Awards
  - Vinto - Miglior nuovo telefilm drammatico
- 2013 - Teen Choice Awards
  - Nomination - Miglior serie televisiva fantasy o di fantascienza
  - Nomination - Miglior attrice fantasy o di fantascienza a Kristin Kreuk
- 2013 - Saturn Award
  - Nomination - Miglior serie televisiva per giovani
- 2014 - People's Choice Awards
  - Vinto - Miglior telefilm fantasy o di fantascienza
  - Vinto - Miglior attrice fantasy o di fantascienza a Kristin Kreuk
- 2014 - ASC Award
  - Nomination - Risultato eccezionale nella fotografia per una serie televisiva con episodi da un'ora a David Greene per "Tough Love"
- 2014 - Leo Award
  - Nomination - Miglior regia in una serie drammatica a Steven A. Adelson per "Any Means Possible"
- 2014 - Teen Choice Awards
  - Nomination - Miglior attrice fantasy o di fantascienza a Kristin Kreuk
- 2014 - DGC Craft Award
  - Nomination - Regia, serie televisiva a Rick Roseenthal per "Partners in Crime"
- 2015 - People's Choice Awards
  - Vinto - Miglior telefilm fantasy o di fantascienza
  - Vinto - Miglior attrice fantasy o di fantascienza a Kristin Kreuk
- 2015 - CSC Award
  - Nomination - Miglior fotografia in una serie televisiva a David A. Makin
- 2015 - Canadian Screen Award
  - Nomination - Miglior scenografia e direzione artistica in un programma o serie di finzione a Cheryl Dorsey, Peter Emmink e Doug McCullough per "Déjà Vu"